# Dyspyralis humerata
Dyspyralis humerata là một loài bướm đêm trong họ Erebidae.